# Sandra Moneo
María Sandra Moneo Díez, née le 14 juillet 1969, est une femme politique espagnole membre du Parti populaire (PP).
Elle devient députée de la circonscription de Burgos en mai 1996.

## Biographie

### Vie privée
Elle est mariée et mère d'une fille.

### Études
Titulaire d'une licence en droit et sciences politiques de l'université de Deusto et a suivi un programme de gestion publique délivré par l'Institut d'études supérieures de commerce (IESE).

### Activités politiques
Candidate sur la liste d'Agustín Carlos Marina Meneses lors des élections municipales de mai 1995, elle est désignée adjointe au maire après l'investiture de celui-ci à la mairie de Miranda de Ebro. Elle est alors membre des comités exécutifs régional et national des Nouvelles Générations du Parti populaire.
Lors des élections générales de mars 1996, elle est investie en quatrième position sur la liste du parti et conduite par Juan Carlos Aparicio dans la circonscription de Burgos. Elle n'est pas directement élue car la liste ne remporte que trois des quatre mandats en jeu mais elle fait son entrée au Congrès des députés après la démission d'Aparicio en mai suivant et démissionne de ses fonctions locales. Elle est membre de la commission constitutionnelle, de la commission du Régime des Administrations publiques et de la commission bicamérale de l'Étude du problème des drogues. Devenue secrétaire générale des Nouvelles Générations en 1997, elle intègre le comité exécutif national du Parti populaire à l'occasion du 13e congrès de la formation politique, en janvier 1999, sur la candidature de José María Aznar. Candidate lors des élections législatives de mars 2000, elle est remontée à la deuxième place sur la liste et obtient un nouveau mandat au Congrès des députés. Première secrétaire de la commission non-permanente relative au pacte de Tolède, elle intègre la commission de l'Éducation, de la Culture et du Sports ainsi que la commission de la Politique sociale et de l'Emploi.
Lors du 14e congrès du PP, en janvier 2002, Aznar la choisit au poste de secrétaire exécutive à l'Éducation. Elle devient secrétaire à l'Éducation et à l'Égalité des chances, sous l'autorité d'Ana Pastor, lorsque Mariano Rajoy accède à la présidence du parti, en octobre 2004. Réélue parlementaire lors des élections générales de mars 2004, elle est promue porte-parole adjointe à la commission de la Santé et de la Consommation puis occupe les mêmes fonctions à la commission de l'Éducation et de la Science à partir d'avril 2007. Après les élections de mars 2008, elle est choisie comme porte-parole titulaire du groupe parlementaire à la commission de l'Égalité,,. Elle change également d'attributions au sein de la direction du parti en juin 2008 lorsqu'elle prend en charge le domaine de la Politique sociale.
Elle conserve son mandat après les élections parlementaires de novembre 2011 et devient porte-parole titulaire à la commission de l'Éducation et des Sports ainsi que membre suppléante de la députation permanente. Lors du congrès de Séville, en février 2012, elle récupère ses anciennes fonctions de secrétaire exécutive à l'Éducation et à l'Égalité. Elle conserve ses responsabilités parlementaires après la tenue des élections générales de décembre 2015 et du scrutin anticipé de juin 2016 auxquelles elle concourt comme tête de liste dans la province de Burgos. Elle soutient Pablo Casado lors du 19e congrès du PP et est confirmée dans ses responsabilités à la direction du parti, sous la responsabilité de Cuca Gamarra.